# Макарчук, Пётр Анатольевич
Пётр Анато́льевич Макарчу́к (род. 10 июля 1972, Хакасская автономная область, Красноярский край, РСФСР, СССР) — российский спортсмен, член олимпийской сборной команды России по бобслею на Олимпиаде в Турине. Мастер спорта международного класса.

## Биография
Родился в селе Борец Ширинского района Хакасской автономной области.
В 1994 году окончил Шушенский сельскохозяйственный техникум.
Серебряный призёр чемпионата мира (1999), бронзовый призёр Кубка мира (2001), чемпион Европы (2001), трехкратный чемпион России (1999, 2000, 2001) по бобслею. Мастер спорта международного класса (1999).